# Gyaru
Gyaru ou gal (ギャル Gyaru) é uma moda japonesa, afetando particularmente meninas e mulheres urbanas.

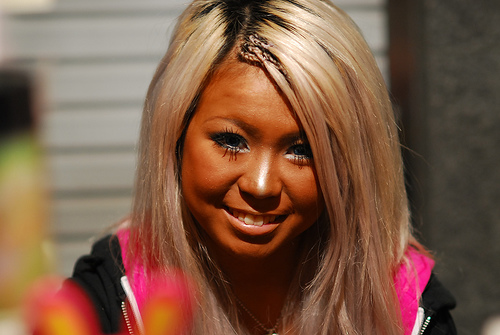
Kogal

Muitas vezes uma kogaru é uma garota com idade entre 15 e 25 anos, com cabelos descoloridos (em loiros), às vezes com um bronzeado artificial (às vezes chamado ganguro ou mamba / yamamba), usando microssaias, roupas da moda e acessórios da moda e maquiagem ocular. "Kogyaru" (as "gals" colegiais) são na verdade uma subcategoria de gals.

## Etimologia
A etimologia é contestada, o termo geralmente é visto como derivado do termo japonês kōkō (高校, colégio) mas outros pensam que a origem vem do ko (子, menina ou garota)  Alguns argumentaram que o ko seria uma contração do "komuro" depois de Tetsuya Komuro, produtora da cantora de J-pop Namie Amuro que lançou a moda "kogal" no início dos anos 90, embora essa hipótese seja provavelmente fantasiosa e posterior. A segunda parte "garu" vem do inglês gal ("girl"). Às vezes, há a ortografia "kogyaru", que é a transcrição exata dos kana "コギャル", mas é muito menos usada diariamente pelos japoneses ou estrangeiros.

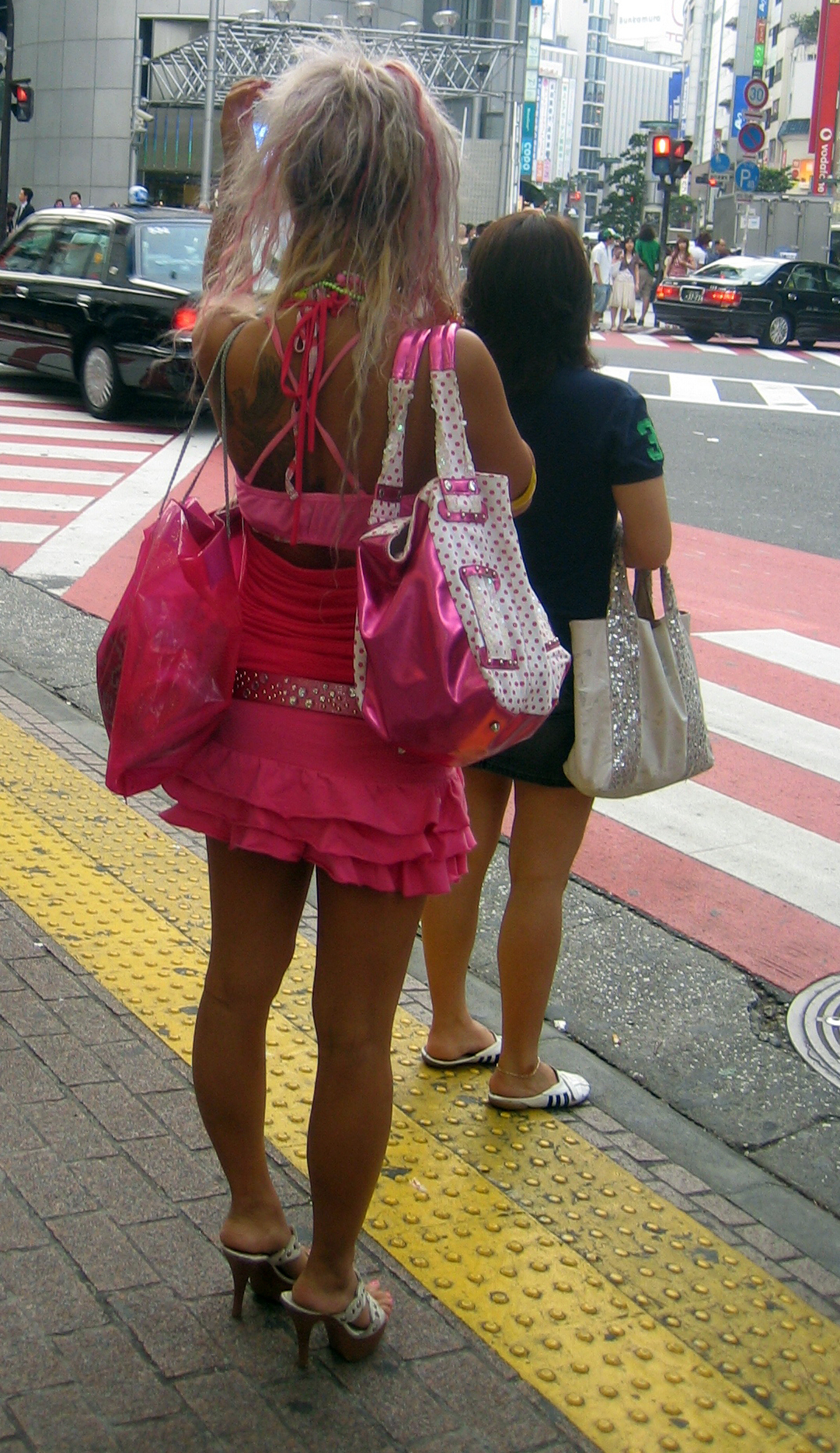
Kogal ou mais provável uma yamanba de costas

## Subculturas de gyaru
- Gyaru-kei (ギャル系/Estilo gyaru)
- Ganguro (ガングロ)
- Manba (まんば)
- Banba (バンバ)

- Hime-gyaru - Princesa gyaru
- Agejo (上げ序)
- Kyabajō (キャバ嬢)
- Amekaji (アメカジ) - American casual

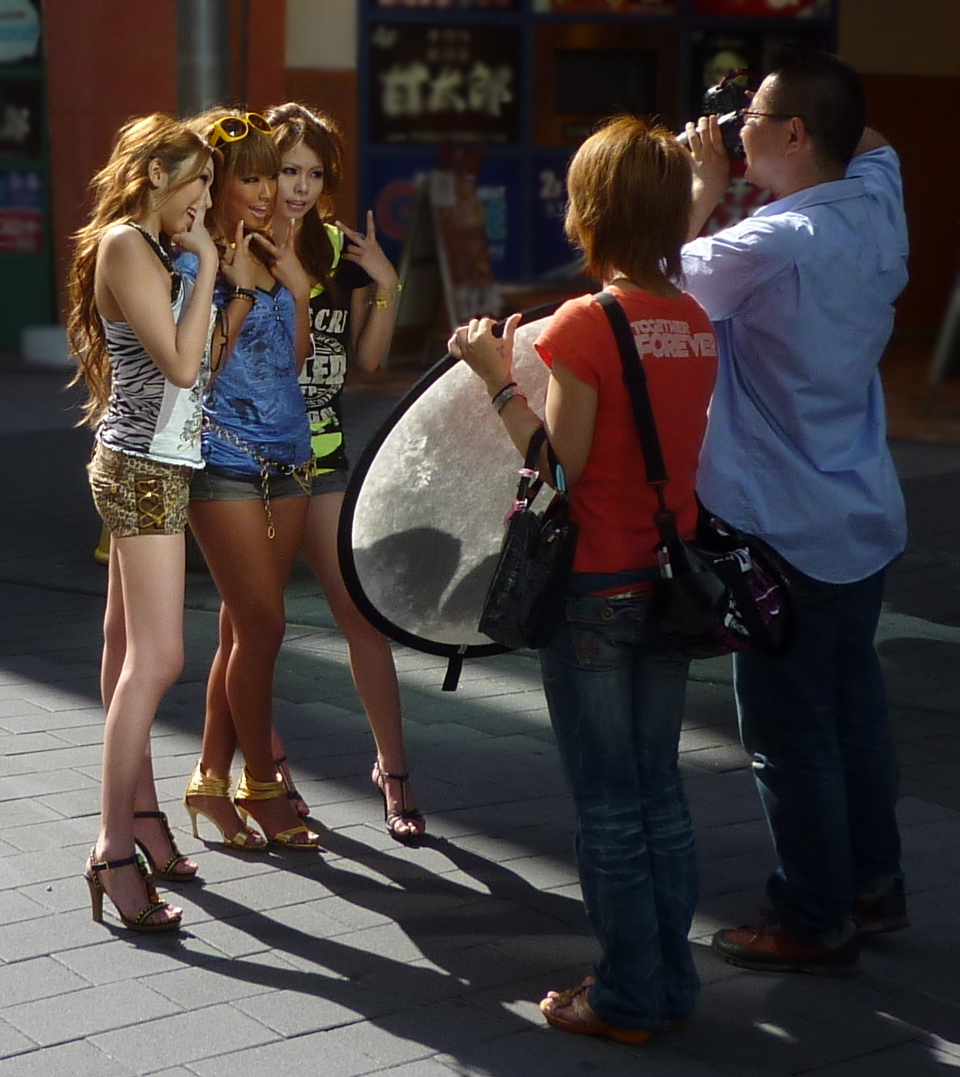
Três modelos Gal sendo fotografadas.

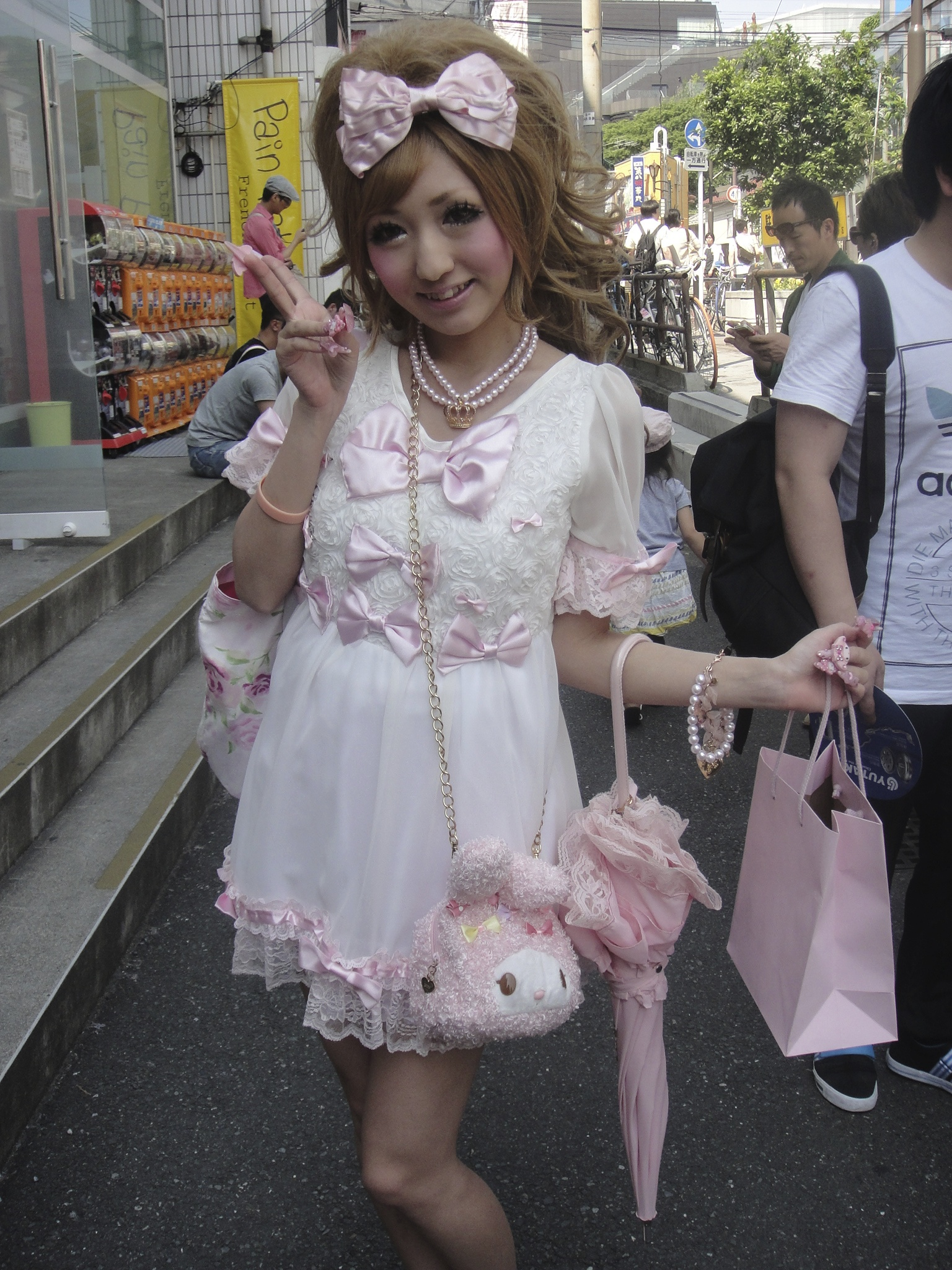
Foto de Himena Osaki, uma influenciadora Hime-gyaru, em 26 de maio de 2012

- Western gyaru ou gaijin-gyaru "外人ギャル" - Gyaru ocidental ou Gyaru estrangeira
- Gyaruo (ギャル男) - Homem gyaru
- Kogyaru: Geralmente uma estudante colegial (高校生 kōkōsei).
- JK gyaru: termo para kogyaru em uniformes escolares.
- Ane gyaru
- Gyaru-mama (ギャルママ)
- Bibinba (ビビンバ)
- Neo-gyaru (ネオギャル)
- Gyaru-Den (ギャル電機)
- Rokku gyaru (ロックギャル) ou Rock gyaru

## Aspecto social
As gyarus se reúnem nos bairros da moda das principais cidades, como Shibuya, em Tóquio, onde eles têm seus lugares favoritos, as grandes lojas de roupas, como a torre 109 e outros locais de encontro, como karaokê e izakaya (bares-restaurantes).
A imagem das gyarus está associada à prostituição juvenil: muitas dessas garotas usam o enjo kōsai ou enkō para pagar pelos acessórios de moda mais recentes. Pode acontecer que alguns fujam e não frequentem mais a escola, preferindo sair em bairros da moda em grupos de meninas. Aos problemas do absenteísmo e da fuga, casos mais preocupantes de prostituição juvenil podem estar relacionados.

## Revistas

### Atualmente em publicação
- popteen
- S Cawaii! - A sucessora de Cawaii!
- Ranzuki
- BLENDA
- GISELe
- Bijin Hyakka
- JELLY
- ES POSHH! - A successora de Ego system
- Koakuma Ageha
- Happie Nuts
- egg - A revista para homens Men's egg é a revista irmã

### Suspensa
- Cawaï!
- Ego system
- Hana*chu→ - Revista irmã de Cawaii!